# Panzer Elite
Panzer Elite ist eine Militärsimulation, die 1999 in Deutschland erschien. Sie wurde vom Softwareunternehmen Wings Simulations entwickelt und von Psygnosis vertrieben. Nach dem Verkauf von Wings Simulations an JoWooD gab es das Spiel nochmals als Special Edition. Im Jahr 2006 erschien der Nachfolger Panzer Elite Action.

## Panzer Elite
Das Spiel ist eine Panzersimulation, die Schlachten in Nordafrika, Italien und der Normandie im Zweiten Weltkrieg nachbildet. Es kann jeweils die deutsche oder alliierte Seite gewählt werden. Als Panzerkommandant beginnt man seine Kampagne in Nordafrika (Tunesien) und wird durch Schlachten geführt, die sich an realen Verläufen orientieren. Wichtig ist, dass man als Chef eines Panzerzuges neben der Taktik zu Felde auch die Versorgung zwischen den Schlachten im Auge hat.

### Spielkonzeption
Panzer Elite besteht in der Schlacht aus 3D-Objekten und in den Rast-Sequenzen aus drei animierten 2D-Kulissen je nach Land (Afrika: Wüstenlager, Italien: Stadtkreuzung, Normandie: Feldweglager). In diesen Kulissen wird der Nachschub und die Reparatur jeweils mit Mausklicks auf die Objekte erledigt. Die Nachschubsituation hängt von den Schlachtergebnissen beziehungsweise dem Kriegsverlauf ab. Wichtige Kriegsereignisse und Änderungen werden durch Filme aus Archivmaterial eingeblendet. Im Gegensatz zu heutigen Simulationen wurden einzelne Soldaten in der Schlacht als animierte 2D-Objekte (ähnlich wie Pappkameraden) dargestellt. Nur die Fahrzeuge und Häuser wurden als 3D-Modelle erstellt.

### Special Edition
Nach der Übernahme von Wings Simulations durch JoWood wurde eine Special Edition des Spiels auf den Markt gebracht, die zusätzlich eine Afrika-Modifikation mit britischen Truppen enthielt, die von Fans erstellt wurde.

## Panzer Elite Action
2006 erschien das mehr auf Action ausgelegte Spiel Panzer Elite Action. Wenig später folgte der Nachfolger Panzer Elite Action: Dunes of War.

## Rezeption
Panzer Elite erhielt positive Bewertungen, aber Game Vortex hat die Spielmechanik kritisiert.